# Anderslöv
Anderslöv – miejscowość (tätort) w południowej Szwecji, w regionie administracyjnym (län) Skania (gmina Trelleborg).
Miejscowość jest położona ok. 25 km na południowy wschód od Malmö przy drodze lokalnej nr 101 (Länsväg 101) w kierunku Ystad, w prowincji historycznej (landskap) Skania na równinie Söderslätt.
Anderslöv rozwijał się jako osada handlowa w pobliżu wzniesionego w XII wieku kościoła parafialnego (Anderslövs kyrka). W latach 1921–1954 miejscowość miała status municipalsamhälle w ramach gminy wiejskiej Anderslövs landskommun, której część wraz z Anderslöv została w 1967 wcielona do gminy miejskiej Trelleborg (Trelleborgs stad; po reformie administracyjnej w 1971 Trelleborgs kommun).
Część akcji powieści Polismördaren (przekład polski Zabójca policjanta) pary pisarskiej Maj Sjöwall i Per Wahlöö rozgrywa się w Anderslöv.
W 2010 Anderslöv liczyło 1808 mieszkańców.
W 2012 Johan Petreson otrzymał nagrodę Ig Nobla za wyjaśnienie dlaczego w szwedzkiej miejscowości Anderslöv włosy części z jej mieszkańców niespodziewanie zmieniły kolor na zielony.